# Elephant Sessions
Elephant Sessions er et skotsk indiefolkband stiftet i Inverness i 2012 af de fire musikere Euan Smillie, Alasdair Taylor, Mark Bruce og Seth Tinsley. Gruppen er bedst kendt for sin blanding af skotsk folkemusiktradition og traditionel poprock med en snert af synth.
Bandet har gennem årene vundet flere priser for sine innovative kompositioner — herunder flere BBC Radio 2 Folk Awards (en).
Elephant Sessions har ved flere lejligheder spillet i Danmark. Blandt andet har Tønder Festival flere gange haft det skotske firkløver på plakaten. Næste gang bliver i 2025, hvor det nok engang er tilbage på den danske folkfestival.

## Diskografi
- The Elusive Highland Beauty (2014)
- All We Have Is Now (2017)
- What Makes You (2019)
- For The Night (2022)